# Mesiméri (ort i Grekland, Nomós Thessaloníkis)
Mesiméri är en ort i Grekland.   Den ligger i prefekturen Nomós Thessaloníkis och regionen Mellersta Makedonien, i den nordöstra delen av landet, 280 km norr om huvudstaden Aten. Mesiméri ligger 96 meter över havet och antalet invånare är 1 491.
Terrängen runt Mesiméri är platt åt sydväst, men åt nordost är den kuperad. Runt Mesiméri är det ganska tätbefolkat, med 78 invånare per kvadratkilometer. Närmaste större samhälle är Kalamaria, 19,4 km norr om Mesiméri. Trakten runt Mesiméri består till största delen av jordbruksmark.